# Scillaelepas studeri
Scillaelepas studeri är en kräftdjursart som först beskrevs av W. Weltner 1922.  Scillaelepas studeri ingår i släktet Scillaelepas och familjen Calanticidae. Inga underarter finns listade i Catalogue of Life.